# Lijst van burgemeesters van Sneek
Dit is de lijst van burgemeesters van de stad Sneek en de hieruit voortkomende voormalige Nederlandse gemeente Sneek in de provincie Friesland die op 1 januari 2011 is opgegaan in de nieuwe gemeente Súdwest-Fryslân.

## 16e eeuw
| Ambtsperiode                                | Naam burgemeester       |
| ------------------------------------------- | ----------------------- |
| 1506                                        | Dirck Rintjes           |
| 1506                                        | Feycke Fjerckx          |
| 1506, 1509                                  | Andele Hennes           |
| 1506, 1509                                  | Louw Doyingh            |
| 1506, 1509, 1514                            | Olbet Yts               |
| 1506, 1509, 1514-1516                       | Godsfriount Gosselycx   |
| 1506, 1514                                  | Agge Eedesz             |
| 1506, 1514, 1516                            | Griolt Elings           |
| 1514                                        | Bonne Wyttjes           |
| 1514, 1516                                  | Henne Godasz            |
| 1514, 1516                                  | Pieter Douwes           |
| 1514-1515                                   | Jelmer Jansz            |
| 1515                                        | Harmen Pietersz         |
| 1515                                        | Upcke Huges             |
| 1515-1516                                   | Bocke Pietersz          |
| 1515-1516                                   | Gerrit Gerritsz         |
| 1516                                        | Eda Romckes             |
| 1516                                        | Idemer Jans             |
| 1553                                        | Pouwels Reyners         |
| 1553                                        | Saecke Aarentsz         |
| 1553-1554                                   | Frans Olffertsz         |
| 1553-1554, 1556                             | Andries Myrica          |
| 1554                                        | Bonne Innes             |
| 1554, 1556, 1558-1559, 1563-1567, 1569      | Age Wybesz              |
| 1556                                        | Tjalling Tjaerts Hartma |
| 1556, 1558                                  | Doue Sickesz            |
| 1558-1560, 1562-1564, 1567                  | Lieuwe Hania            |
| 1558-1560, 1562-1564, 1568, 1570-1571, 1573 | Seacke Stapart          |
| 1559-1560, 1562-1564, 1572, 1578            | Rommert Sierckx         |
| 1560, 1562, 1565-1566                       | Eede Abbema             |
| 1565-1566, 1569                             | Hobbe Reynsz            |
| 1565-1567, 1569                             | Remmert Aggesz          |
| 1567-1569, 1573                             | Hoyte Hoytema           |
| 1568, 1570-1571, 1573                       | Wybe Oedsma             |
| 1568, 1570-1571, 1573-1574                  | Ruyrt Wybes             |
| 1570                                        | Jan Amnius              |
| 1571                                        | Nanne Tjallinghs        |
| 1572                                        | Jan Dircksz             |
| 1572                                        | Jochem Auckesz          |
| 1572                                        | Symon Symonsz           |
| 1574                                        | Douwe van Roorda        |
| 1574                                        | Sabinius Stapperius     |
| 1574                                        | Wybe Wybes Oedzma       |
| 1578                                        | Gysbert Doues           |
| 1578                                        | Pieter Bauckesz         |
| 1578, 1590, 1610-1617                       | Anthonis Tryst          |
| 1580                                        | Djurre Aenes            |
| 1580-1581                                   | Olphert Fransen         |
| 1580-1581, 1583-1584                        | Claas Hoites            |
| 1581, 1583, 1596                            | Teake Sjirks            |
| 1583-1584, 1592, 1594-1596, 1598-1602       | Jelte Tomas             |
| 1584-1585, 1587, 1589-1596                  | Wyne Hanses             |
| 1585, 1587, 1589-1590                       | Age Hotties             |
| 1585, 1609-1611                             | Jacob Hooglander        |
| 1587, 1590-1596, 1598-1600, 1602, 1604-1608 | Frans Jans              |
| 1587, 1593-1595, 1598-1602                  | Jarig Willems           |
| 1589                                        | Luitjen Gerryts         |
| 1590-1593                                   | Gysbert Luwes           |
| 1591                                        | Jeltie Teunis           |
| 1591, 1583-1585                             | Jacob Lubberts          |
| 1598-1599                                   | Roedmer Fransen         |
| 1599-1600, 1612-1619                        | Auke Johannis           |

## 17e eeuw
| Ambtsperiode                             | Naam burgemeester           | Bijzonderheden                                                    |
| ---------------------------------------- | --------------------------- | ----------------------------------------------------------------- |
| 1601, 1603-1613                          | Tjerk Fransen               |                                                                   |
| 1601-1609                                | Taeke Buinga                |                                                                   |
| 1602                                     | Durk Frans                  |                                                                   |
| 1603-1608, 1618-1632                     | Durk Tyssen                 |                                                                   |
| 1609-1612                                | Symen Taekes                |                                                                   |
| 1613-1625                                | Jochem Rienks               |                                                                   |
| 1614-1625                                | Jan Klases                  |                                                                   |
| 1620-1624                                | Jurjen Machiels             |                                                                   |
| 1625-1626                                | Jan Schoutes                |                                                                   |
| 1626-1631, 1637                          | Jurjen Ates                 |                                                                   |
| 1627-1628, 1632-1637, 1647               | Mathias van Vierssen        |                                                                   |
| 1627-1629                                | Jan Durks                   |                                                                   |
| 1629-1635, 1637, 1641, 1649, 1653-1654   | Hanso Mol                   |                                                                   |
| 1630, 1632-1633                          | Matthias Ragerius           |                                                                   |
| 1631, 1633-1635                          | Augustyn Verbeeck           |                                                                   |
| 1634-1635, 1637                          | Hillebrand Pybes            |                                                                   |
| 1636                                     | Bastiaen Aarts Gorp         |                                                                   |
| 1636/1637                                | Broer Tiepkes Buma          |                                                                   |
| 1636                                     | Watse Jeuws                 |                                                                   |
| 1638, 1643, 1650                         | Gerryt Aarts Gorp           |                                                                   |
| 1639                                     | Wybrand Davids Plekker      |                                                                   |
| 1640, 1646, 1651, 1656, 1663             | Cornelis Haubois            |                                                                   |
| 1642, 1648, 1668                         | Taekle Tomas                |                                                                   |
| 1644, 1671                               | Hemcko Jelles Feikens       |                                                                   |
| 1645, 1652                               | Schato Lubberts Coops       |                                                                   |
| 1654, 1690                               | Douwe Hanses Baukama        |                                                                   |
| 1655, 1660                               | Pyter Atzes                 |                                                                   |
| 1653                                     | Jan Sipckes                 |                                                                   |
| 1657                                     | Haentje Teppema             |                                                                   |
| 1658, 1665                               | Melchior Dirckx Hellendoorn |                                                                   |
| 1659, 1664                               | Aart Gorp                   |                                                                   |
| 1661, 1666                               | Fedde Eedes Edema           |                                                                   |
| 1662                                     | Joucke Jans Hilverda        |                                                                   |
| 1667                                     | Wycher Hendrix Daversman    |                                                                   |
| 1669, 1694, 1679, 1685                   | Sapheus Heemstra            |                                                                   |
| 1670                                     | Schoute J. Schoutens        |                                                                   |
| 1672                                     | Jan Sytzes Faber            |                                                                   |
| 1673, 1677, 1681, 1689, 1694, 1702, 1707 | Oege Johannes Keimpema      | overleden tijdens ambtsperiode, vervangen door Ruurd Boffert      |
| 1675, 1680                               | Jan Wygers Daversma         |                                                                   |
| 1676                                     | Annes Jillerts Lollema      |                                                                   |
| 1678, 1683                               | Heyn Jans Minnema           |                                                                   |
| 1682, 1695                               | Popke Jacobs Fechter        | overleden tijdens ambtsperiode, vervangen door Edo Frieswijk      |
| 1686                                     | Willem de Graaf             |                                                                   |
| 1687, 1692, 1695, 1700, 1707, 1712, 1717 | Edo Frieswijk               | 1695, 1707: ad interim                                            |
| 1688                                     | Wybren Fongers Oosterbaan   |                                                                   |
| 1691, 1754, 1759                         | Age Binses Looxma           | overleden tijdens ambtsperiode, vervangen door Reinder Mensonides |
| 1693, 1699                               | Claas Willems Hagius        |                                                                   |
| 1696                                     | Claas Jacobs van der Meer   |                                                                   |
| 1697, 1703                               | Evert Aarnts Ramkama        |                                                                   |
| 1698, 1740                               | Edo Feddes Edema            |                                                                   |

## 18e eeuw
| Ambtsperiode                                   | Naam burgemeester      | Bijzonderheden                                                                        |
| ---------------------------------------------- | ---------------------- | ------------------------------------------------------------------------------------- |
| 1701                                           | Tjeerd Djurres Nordman |                                                                                       |
| 1705, 1715                                     | Jacobus Joh. Boorsma   |                                                                                       |
| 1706, 1714, 1719, 1724, 1729                   | Rinse Wybinga          |                                                                                       |
| 1707                                           | Ruurd Boffert          | 1707: ad interim, overleden tijdens ambtsperiode, vervangen door Edo Frieswijk        |
| 1708                                           | Pytter Minnema         |                                                                                       |
| 1709, 1716                                     | Harmanus Kruisbeek     |                                                                                       |
| 1710, 1718, 1766, 1772                         | Yge Mollema            |                                                                                       |
| 1711, 1722, 1728, 1734                         | Aleff Fechter          | overleden tijdens ambtsperiode, vervangen door Oege Feenstra                          |
| 1713, 1720, 1726, 1733                         | Dedde Schuurman        |                                                                                       |
| 1721, 1725                                     | Harmanus Huber         | 1725: ad interim                                                                      |
| 1723                                           | Franciscus Staak       |                                                                                       |
| 1725                                           | Pyter Zeilstra         | overleden tijdens ambtsperiode, vervangen door Harmanus Huber                         |
| 1727                                           | Yske Vogelsang         |                                                                                       |
| 1730, 1737, 1760, 1769                         | Decken Coops           |                                                                                       |
| 1731, 1736                                     | Hieronimus de Blau     |                                                                                       |
| 1732, 1741, 1749, 1756, 1761                   | Wyger Schreuder        | overleden tijdens ambtsperiode, vervangen door Haring Lijnslager                      |
| 1735                                           | Pyter Hollander        |                                                                                       |
| 1737                                           | Oege Feenstra          | 1734: ad interim                                                                      |
| 1738, 1744, 1750                               | Pyter Goslinga         | overleden tijdens ambtsperiode, vervangen door Haring Lijnslager                      |
| 1739, 1747                                     | Willem Reinouts        |                                                                                       |
| 1742, 1751                                     | Jacob Fechter          |                                                                                       |
| 1743, 1748, 1753, 1758, 1763, 1768, 1773, 1778 | Adrianus Bergsma       | overleden tijdens ambtsperiode, vervangen door Frans Adriaan Bigot                    |
| 1745                                           | Adam Olingius          |                                                                                       |
| 1746                                           | Thijs Thijssen         |                                                                                       |
| 1750, 1755, 1762, 1770, 1779, 1784             | Haring Lijnslager      | 1750, 1761: ad interim, overleden tijdens ambtsperiode, vervangen door Broer Feenstra |
| 1752, 1757, 1767                               | Johannes Feikens       |                                                                                       |
| 1759, 1765, 1771, 1777                         | Reinder Mensonides     | 1759: ad interim                                                                      |
| 1764                                           | Wybren Fechter         |                                                                                       |
| 1774                                           | Jurjen H. Nijland      |                                                                                       |
| 1775, 1780                                     | Johannes Looxma        | overleden tijdens ambtsperiode, vervangen door Sybren Hamersma                        |
| 1776, 1781                                     | Claas Goslinga         |                                                                                       |
| 1778                                           | Frans Adriaan Bigot    | 1778: ad interim                                                                      |
| 1780, 1786                                     | Sybren Hamersma        | 1780: ad interim                                                                      |
| 1782, 1787, 1792                               | Ype Staak              |                                                                                       |
| 1783, 1788, 1793                               | Eco de Wendt           | 1788: ad interim                                                                      |
| 1784                                           | Broer Feenstra         | 1784: ad interim                                                                      |
| 1785                                           | Andries Born           |                                                                                       |
| 1788                                           | Eling Carsten          | overleden tijdens ambtsperiode, vervangen door Eco de Wendt                           |
| 1789                                           | Pyter Pyters Minnema   |                                                                                       |
| 1790                                           | Jurien Geldersma       |                                                                                       |
| 1791                                           | Louis Olivier          |                                                                                       |
| 1794                                           | Joseph Noyon           |                                                                                       |
| 1795                                           | Izaak Vlink            | vanaf 1814 mede-burgemeester en vanaf 1824 burgemeester                               |

- De gegevens van 1795 tot 1832 zijn incompleet.

## 19e eeuw
| Ambtsperiode | Naam burgemeester                                | Foto | Bijzonderheden                                                               |
| ------------ | ------------------------------------------------ | ---- | ---------------------------------------------------------------------------- |
| 1814 - 1824  | Willem Olivier                                   |      |                                                                              |
| 1824 - 1832  | Izaak Vlink                                      |      |                                                                              |
| 1832 - 1838  | Teetse (T.) Gonggrijp                            |      | Overleden tijdens ambtsperiode                                               |
| 1838 - 1854  | Steven (S.T.) ten Cate                           |      | Zoon vervult zelfde ambt van 1873 tot 1876                                   |
| 1854 - 1867  | Hans (H.) Clazes Wouda                           |      |                                                                              |
| 1867 - 1872  | Mr. R.L.A. Hamerster Dijkstra                    |      |                                                                              |
| 1873 - 1876  | Jan (J.) ten Cate                                |      | Overleden tijdens ambtsperiode                                               |
| 1876 - 1876  | Hendrik Wilhelm Carl (H.W.C.) Reijneke van Stüwe |      | Aanvaarde ambt niet                                                          |
| 1876 - 1885  | Jacob (J.) van Driessen                          |      | Waarnemend tijdens bewind Reijneke van Stüwe, overleden tijdens ambtsperiode |
| 1885 - 1906  | Mr. Dirk (D.) Alma                               |      |                                                                              |

## 20e eeuw
| Ambtsperiode | Naam burgemeester                  | Foto | Partij of stroming | Bijzonderheden                       |
| ------------ | ---------------------------------- | ---- | ------------------ | ------------------------------------ |
| 1907 - 1937  | Peter (P.J.) de Hoop               |      |                    | was burgemeester van Veendam         |
| 1937 - 1945  | Lucas (L.) Poppinga                |      | ARP                |                                      |
| 1941 - 1945  | Jacob Rudolf Johann (J.R.J.) Schut |      | NSB                | Aangesteld door Arthur Seyss-Inquart |
| 1945 - 1970  | Ludolf (L.) Rasterhoff             |      | CHU                |                                      |
| 1970 - 1993  | Bernhard (B.) van Haersma Buma     |      | CHU/CDA            |                                      |
| 1993 - 2003  | Siebold (S.J.) Hartkamp            |      | CDA                |                                      |

## 21e eeuw
| Ambtsperiode | Naam burgemeester      | Foto | Partij of stroming | Bijzonderheden                                                                          |
| ------------ | ---------------------- | ---- | ------------------ | --------------------------------------------------------------------------------------- |
| 2003 - 2010  | Arno (A.A.M.) Brok     |      | VVD                | was wethouder van Leeuwarden, werd burgemeester van Dordrecht                           |
| 2010 - 2010  | Haijo (H.H.) Apotheker |      | D66                | Waarnemend; was burgemeester van Steenwijkerland, werd burgemeester van Súdwest-Fryslân |